# Yusuf I.
Yusuf I. (vollständiger Name: al-Mu’ayyad bi-Llāh Abū l-Ḥaǧǧāǧ Yūsuf, * 29. Juni 1318 in Granada; † 19. Oktober 1354 ebenda) war Emir von Granada von 1333 bis 1354.
Unter Yusuf I., dem Bruder und Nachfolger von Muhammad IV. (1325–1333), erreichte das Reich der Nasriden seinen wirtschaftlichen und kulturellen Höhepunkt. Durch ein Bündnis mit den Meriniden von Marokko und die guten Beziehungen zu Aragon und Genua wurde der Handel gefördert und die Unabhängigkeit gegenüber Kastilien behauptet. Nachdem schon unter seinem Vorgänger Muhammad IV. das kastilische Gibraltar mit genuesischer Flottenunterstützung erobert worden war, stationierten die Meriniden erneut Truppen in Al-Andalus.
Dies führte allerdings erneut zu verstärkten Einmischungen der marokkanischen Sultane in Granada. Erst nach der schweren Niederlage der Meriniden und Nasriden am Río Salado gegen Kastilien (1340) konnten diese Interventionen unterbunden werden. Damit waren die Nasriden zwar vom marokkanischen Einfluss befreit, doch standen sie in der Folgezeit der Bedrohung durch Kastilien allein gegenüber. Wirksame Hilfe durch die muslimischen Maghrebreiche konnte in Zukunft nicht erwartet werden. Auch wenn am Rio Salado neben den Meriniden auch die Nasriden geschlagen wurden, gelang Yusuf I. nach dem Verlust von Algeciras (1343) der Abschluss eines zehnjährigen Waffenstillstandes.
Trotz der Kriege kam es unter Yusuf I. zum wirtschaftlichen und kulturellen Aufschwung des Emirats, welcher u. a. in der umfangreichen Bautätigkeit auf der Alhambra (Errichtung der Puerta de la Justica 1348) und der Errichtung der großen Moschee in Granada zum Ausdruck kam. Yusuf I. wurde im Oktober 1354 von einem seiner Leibwächter ermordet. Sein ältester Sohn Muhammad V. (1338–1391, Regierungszeit 1354–1359 und 1362–1391) übernahm die Herrschaft im Emirat von Granada.